# Bahnhof Manchester Victoria
Der Bahnhof Manchester Victoria ist der zweite Hauptbahnhof der Stadt Manchester nach Manchester Piccadilly. Die Verbindung mit diesem stellt die Manchester Metrolink, eine Straßen- und Stadtbahn, her. Der Bahnhof liegt im Norden des Stadtzentrums, während Piccadilly im Süden liegt. Der Bahnhof gehört der Bahnhofskategorie B an, was als Regionaler Umsteigeknoten bezeichnet wird. Der Bahnhof wurde 2015/2016 von über sieben Millionen Reisenden frequentiert, wobei er nach Piccadilly und Oxford Road Platz 3 in Manchester belegt.

## Lage
Der Bahnhof liegt im Norden des Stadtzentrums, unmittelbar am Flussufer des River Irwell und somit auch der Stadtgrenze zu Salford. In der Nähe befindet sich die Kathedrale von Manchester. Der Bahnhof ist direkt mit der Manchester Arena verbunden, der in den 1980er-Jahren die nördlichen Bahnsteige des Bahnhofes weichen mussten.

## Geschichte
Der Bahnhof wurde am 1. Januar 1844 von der Manchester and Leeds Railway als Ersatz der erst 1839 eröffneten Oldham Road Station eröffnet. Taufpatin war die damals amtierende britische Königin Victoria. Ab dem 4. Mai 1844 leitete die Liverpool and Manchester Railway ihren Verkehr vom bisherigen Endbahnhof Liverpool Road über eine kurze Verbindungsstrecke ebenfalls nach Victoria. Nach und nach wurden Verbindungen nach London, Glasgow oder Liverpool aufgebaut und Manchester Victoria wurde zum meist frequentierten Bahnhof Englands.
1884 baute die Liverpool and Manchester Railway am gegenüberliegenden Irwell-Ufer den Bahnhof Manchester Exchange Station, um wieder einen eigenen Bahnhof in Manchester betreiben zu können, auch wenn die Exchange Station auf Gebiet der Nachbarstadt Salford lag. Die beiden betrieblich eigenständigen Stationen waren aber miteinander verbunden. 1929 – sowohl die Manchester and Leeds Railway als auch die Liverpool and Manchester Railway waren längst in anderen Bahngesellschaften aufgegangen, die 1923 zur London, Midland and Scottish Railway vereinigt worden waren – wurde die Bahnsteigkante des Exchange-Gleises 3 über den Fluss hinweg mit derjenigen des Victoria-Gleises 11 verbunden, was mit einer Ausdehnung von 680 Metern den längsten Bahnsteig Europas ergab. An ihm konnten zeitgleich drei Züge abgefertigt werden. Der Bahnhof Exchange wurde 1969 unter der Beeching-Axt geschlossen, das Areal ist heute ein Parkplatz.
Jedoch wurden während des 20. Jahrhunderts alle Fernverkehrsverbindungen von Victoria abgezogen und nach Piccadilly gebracht. Heute verkehren nur noch Regionalzüge ab Victoria.
Als Verbindung nach Piccadilly plante die BR ursprünglich eine Tunnelstrecke, den Picc-Vic-Tunnel, jedoch wurde dieses Vorhaben zugunsten der Manchester Metrolink fallengelassen.
Die 1988 erstellte Verbindung Salford Crescent – Manchester Deansgate sorgte für einen massiven Bedeutungsverlust für Victoria, weil die Züge aus dem Norden und Nordwesten neu auch die zentrumsnaheren Bahnhöfe Piccadilly und Oxford Road anfahren können. So wurde der gesamte Fernverkehr aus Nordengland und Schottland sowie ein Teil der Regionalzüge neu nach Piccadilly geführt, um Direktverbindungen nach Süd-, Ost- und Westengland bzw. Wales zu ermöglichen.
Im Jahr 2009 wurde er zu einem der zehn schlechtesten Bahnhöfe der Kategorie B und zum schlechtesten Bahnhof des gesamten Schienennetzes des Vereinigten Königreiches erkoren, was sofortige Umbaupläne mit sich rief.
Seit 2010 ist ein großes Ausbauprogramm geplant. Die Bedeutung Victorias soll wieder steigen, alle Züge des Nah- und Regionalverkehrs aus dem Nordwesten sollen nicht mehr Piccadilly, sondern Victoria anlaufen, um den überfüllten Piccadilly-Bahnhof zu entlasten. Für diese Maßnahme muss der bisher eingleisige Bahnhof Salford Crescent umgebaut werden, da er neu den Status einer Umsteigestation innehat, da der Fernverkehr weiterhin nach Piccadilly laufen soll. 2014 und 2015 wurde der Bahnhof für 44 Millionen Pfund saniert.
Zudem wird mit dem Ordsdall Chord eine Verbindungslinie errichtet, mit der die Bahnhöfe Victoria, Oxford Road und Piccadilly miteinander verbunden werden. Nach der geplanten Eröffnung der Strecke im Dezember 2017 werden stündlich vier Zugpaare die drei wichtigsten Bahnhöfe Manchesters bedienen. Nach Ausbau des Northern Hub genannten Projekts erwartet einen Anstieg der Passagierzahlen auf rund 12 Millionen Fahrgäste pro Jahr.
Am 22. Mai 2017 explodierte im Foyer der Manchester Arena, welche diese mit der Victoria Station verbindet, nach dem Konzert der US-Sängerin Ariana Grande eine Bombe. 22 Personen starben.

## Verkehr

### Eisenbahn
Der Bahnhof wird generell von Zügen der Northern Rail bedient. Jedoch dient er auch als Ausweichstation für andere Gesellschaften während Bauarbeiten im Piccadilly-Bahnhof. Vorwiegend enden hier Züge aus dem Norden und Westen der Region Greater Manchester, aber auch einige aus dem Osten – wie aus Ashton-under-Lyne oder Leeds. Auch der TransPennine-Express bedient den Bahnhof stündlich mit dem Zugslauf Liverpool Lime Street–Newcastle.
Ab Victoria verkehren Züge nach Wigan, Kirkby, Southport, Blackpool, Leeds und Liverpool Lime Street.
Seit Juli 2009 ist die Planung der Elektrifizierung der Verbindung nach Liverpool, welche auf der ursprünglichen Rocket-Verbindung basiert, in Gange. Das rund 100 Millionen teure Projekt soll 2013 abgeschlossen werden.

### Metrolink
Die seit 1992 existierende Manchester Metrolink halten am Rande des Bahnhofs. Züge verkehren von hier aus unter anderem nach Bury oder nach Manchester Piccadilly.
Seit Dezember 2009 ist die Bahnstrecke Victoria – Oldham geschlossen, sie wurde bis 2012 zu einer Metrolink-Linie umgebaut.